# ゴイアス州連邦大学
ゴイアス州連邦大学（ポルトガル語: Universidade Federal de Goiás,略称 UFG）は、1960年に設立されたゴイアス州のゴイアニアに位置するブラジル連邦立大学の1つである。